# All Over the World: The Very Best of Electric Light Orchestra
All Over the World: The Very Best of Electric Light Orchestra je kompilacijski album skupine Electric Light Orchestra, ki je izšel leta 2005. Najprej je izšel le v Združenem kraljestvu, kjer je bil komercialno uspešen in je postal prvi album skupine, ki se je uvrstil med top 10 po kompilacijskem albumu The Very Best of the Electric Light Orchestra, ki se je leta 1994 uvrstil na 4. mesto. Samo v Združenem kraljestvu je bilo v letu in pol od izdaje prodanih več kot 300.000 izvodov albuma. Kompilacija ne vsebuje skladb z albumov The Electric Light Orchestra, ELO 2, Eldorado in Balance of Power
Album je ponovno izšel 30. maja 2011 z novo naslovnico in kot tak ponovno dosegel top 10 britanske lestvice. Do decembra 2014 je bilo prodanih 848.021 izvodov albuma. Po nastopu skupine na Glastonbury Festivalu leta 2016, se je album ponovno uvrstil na lestvico in dosegel 1. mesto lestvice avgusta 2016 ter presegel milijon prodanih izvodov 11 let po svojem izidu.

## Seznam skladb
Vse pesmi je napisal in uglasbil Jeff Lynne.
| Št.             | Naslov                                  | Z albuma                 | Dolžina |
| --------------- | --------------------------------------- | ------------------------ | ------- |
| 1.              | „Mr. Blue Sky‟                          | Out of the Blue, 1977    | 5:02    |
| 2.              | „Evil Woman‟                            | Face the Music, 1975     | 4:11    |
| 3.              | „Don't Bring Me Down‟                   | Discovery, 1979          | 4:03    |
| 4.              | „Sweet Talkin' Woman‟                   | Out of the Blue          | 3:47    |
| 5.              | „Shine a Little Love‟                   | Discovery                | 4:11    |
| 6.              | „Turn to Stone‟                         | Out of the Blue          | 3:48    |
| 7.              | „The Diary of Horace Wimp‟              | Discovery                | 4:16    |
| 8.              | „Confusion‟                             | Discovery                | 3:41    |
| 9.              | „Hold on Tight‟                         | Time, 1981               | 3:06    |
| 10.             | „Livin' Thing‟                          | A New World Record, 1976 | 3:31    |
| 11.             | „Telephone Line‟                        | A New World Record       | 4:39    |
| 12.             | „All Over the World‟                    | Xanadu, 1980             | 4:03    |
| 13.             | „Wild West Hero‟                        | Out of the Blue          | 4:40    |
| 14.             | „Showdown‟                              | On the Third Day, 1973   | 4:11    |
| 15.             | „Ma-Ma-Ma Belle‟                        | On the Third Day         | 3:37    |
| 16.             | „Xanadu‟ (nova verzija)                 | Xanadu                   | 3:21    |
| 17.             | „Rockaria!‟                             | A New World Record       | 3:12    |
| 18.             | „Strange Magic‟                         | Face the Music           | 4:07    |
| 19.             | „Alright‟                               | Zoom, 2001               | 3:10    |
| 20.             | „Rock 'n' Roll Is King‟ (singl verzija) | Secret Messages, 1983    | 3:07    |
| Skupna dolžina: | Skupna dolžina:                         | Skupna dolžina:          | 1:18:20 |

## Glasbeniki
- Jeff Lynne – vokal, kitare, klaviature, bas, bobni (nova verzija »Xanadu«)
- Bev Bevan – bobni, tolkala
- Richard Tandy – klaviature, kitara
- Kelly Groucutt – bas, vokal
- Mik Kaminski – violina
- Hugh McDowell – čelo
- Melvyn Gale – čelo
- Mike de Albuquerque – bas (14, 15)
- Mike Edwards – čelo (14, 15)
- Wilfred Gibson – violina (14, 15)
- Colin Walker – čelo (14, 15)
- Marc Bolan – kitara (15)

## Lestvice in certifikati
| Lestvica (2018)             | Najvišja uvrstitev |
| --------------------------- | ------------------ |
| Avstralija (ARIA)           | 35                 |
| Danska (Hitlisten)          | 2                  |
| Nizozemska (MegaCharts)     | 71                 |
| Norveška (VG-lista)         | 29                 |
| Španija (PROMUSICAE)        | 99                 |
| Švedska (Sverigetopplistan) | 6                  |
| ZDA (Billboard 200)         | 115                |
| ZDA (Top Catalog Albums)    | 21                 |
| Združeno kraljestvo (OCC)   | 1                  |

| Regija                    | Certifikat   | Prodaja   |
| ------------------------- | ------------ | --------- |
| Združeno kraljestvo (BPI) | 3x platinast | 1,067,791 |